# Aude Gros de Beler
Pour les articles homonymes, voir Gros.
Aude Gros de Beler (née le 13 septembre 1966 à Madrid) est une égyptologue française. Elle fait partie de la mission française des fouilles de Tanis et a travaillé dans les tombes civiles de la région thébaine.

## Famille
La famille Gros de Beler est une famille d'ancienne bourgeoisie du Périgord où elle posséda notamment, avant la Révolution française, les fiefs de Giraudon et de Saint-Cernin. Certains de ses membres furent au nombre des nobles citoyens de Périgueux.

## Biographie
Après avoir été professeur d'égyptologie à l'École des hautes études commerciales de Paris pendant dix ans, Aude Gros de Beler est désormais chargée de cours à l'université de Nîmes. Elle est également directrice du département Histoire chez Actes Sud.
Elle est spécialisée dans les problématiques tournant autour de la vie quotidienne des anciens Égyptiens et elle a collaboré à de nombreux travaux traitant du peuple de Pharaon.

## Publications
- Splendeurs de l’Égypte, Éditions Molière, 1990,  (ISBN 2-907670-03-4) (BNF 37069835)
- Les Pharaons, Éditions Molière, 1997,  (ISBN 2-907-670-15-8)
- Le Nil, Éditions Molière, 1998,  (ISBN 2-7028-1241-4)
- La Mythologie Égyptienne, Éditions Molière, 1998,  (ISBN 2-7028-1107-8)
- Voyage en Égypte ancienne, avec Jean-Claude Golvin, édition Errance-Actes Sud, Paris-Arles, 1999
- Toutânkhamon, édition Molière, 2000
- Vivre en Égypte au temps de Pharaon. Le Message de la peinture égyptienne, éditions Errance, Paris, 2001
- Guide de l'Égypte ancienne, avec Jean-Claude Golvin, édition Actes Sud Errance, Paris, 2002
- Les Anciens Égyptiens - Scribes, pharaons et dieux, édition Errance, Paris, 2003
- L’Antiquité retrouvée, avec Jean-Claude Golvin, Gérard Coulon, et Frédéric Lontcho, édition Errance, 2005
- Les Anciens Égyptiens - Guerriers et travailleurs, édition Errance, Paris, 2006
- L'Égypte à petits pas, illustrations d'Aurélien Débat, édition Actes Sud, 2007
- Les Jardins de l’Antiquité. Mésopotamie-Égypte, avec Bruno Marmiroli, édition Actes Sud, Arles, 2008
- Les Jardins de l’Antiquité. Grèce-Rome, édition Actes Sud, Arles, 2009
- Le Papyrus sacré, édition Actes Sud Junior, 2010
- Meryptah et le mystère de la tombe de Toutânkhamon, édition Actes Sud, Arles, 2014